# Roissy-en-France
Roissy-en-France este o comună franceză, situată în departamentul Val-d'Oise, în regiunea Île-de-France.
Acest sat a devenit renumit la nivel mondial în 1974 odată cu construirea aeroportului internațional care îi poartă numele și ocupă o parte din teritoriul său. Însă, departe de instalațiile aeroportuare, Roissy rămâne un sat caracteristic regiunii Pays de France.

## Geografie

### Descriere

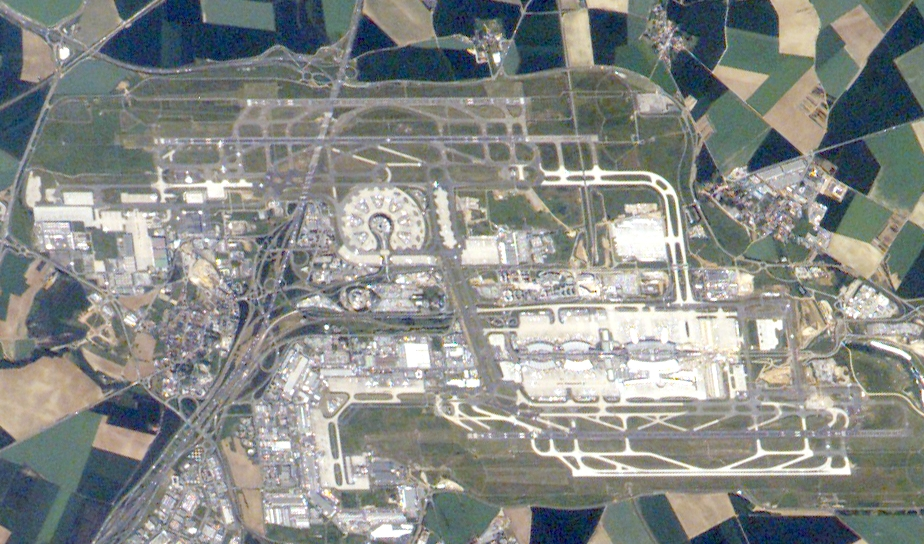
Vedere generală a aeroportului: satul Roissy-en-France se află în partea stângă a imaginii, înconjurat de instalațiile aeroportuare.

Roissy-en-France este situat în inima câmpiei France, la 25 km nord-est de Paris.

### Comune limitrofe
| Goussainville Louvres  |  | Épiais-lès-Louvres Mauregard (Seine-et-Marne) |
| Le Thillay Vaudherland |  | Tremblay-en-France (Seine-Saint-Denis)        |
| Gonesse                |  |                                               |

Spațiul rural, format din terenuri agricole (în principal cultivate cu cereale) și suprafețele neconstruite ale aeroportului (pajiști), ocupă 5,93 km², reprezentând 41% din suprafața comunei. Dintre cei 59% de spațiu construit, 4,43 km² (adică 52,7% din spațiul urban) sunt ocupate de instalațiile aeroportuare. 1,7 km² (20%) sunt utilizate pentru șantiere sau pentru Francilienne, iar 1 km² (12%) pentru zone de activitate. Locuințele individuale și continue din partea de jos a satului (case de oraș și mici blocuri de apartamente) ocupă doar 2,9% din spațiu, adică 24 de hectare. Nu există cursuri de apă permanente pe teritoriul comunei.

### Geologie
Satul este situat în centrul câmpiei France, un vast platou ușor înclinat spre sud, către Paris, format din calcar de Saint-Ouen, deosebit de rezistent la eroziune, care a conferit regiunii o structură tabulară. Ridicarea Alpilor și a Pirineilor în pliocen a accentuat acest caracter. O ușoară depresiune cauzată de o tasare ocupă sudul câmpiei: sinclinalul adăpostește fosa Saint-Denis, prin care curg rarele râuri ale câmpiei, în special Croult și Petit Rosne. Satul se află pe versantul nordic al acestei depresiuni, la capătul unei văi seci. Altitudinile variază de la 116 metri în nord, la 76 metri în sud și până la 67 metri în vest, în adâncitura văii seci, la limita cu Vaudherland.
Absența cursurilor de apă și a carierelor subterane face ca localitatea să fie puțin expusă riscurilor naturale. Doar trei zone cu suprafață limitată prezintă riscuri de alunecări de teren, pe platforma aeroportuară și la limita cu Vaudherland.

### Clima
În 2010, clima comunei este de tipul climatului oceanic degradat al câmpiilor din Centru și Nord, conform unui studiu al Centrului Național de Cercetare Științifică (CNRS) pe baza unui set de date care acoperă perioada 1971-2000 bazat pe o serie de date din perioada 1971-2000. În 2020, Météo-France a publicat o tipologie a climatului pentru Franța metropolitană, în care comuna este expusă unui climat oceanic și se află în regiunea climatică Sud-vest a bazinului Parisian, caracterizată printr-o ploaie redusă, în special primăvara (120-150 mm) și un iarnă rece (3,5 °C).
Pentru perioada 1971-2000, temperatura anuală medie este de 11,4 °C, cu o amplitudine termică anuală de 15,1 °C. Cumulul anual mediu de precipitații este de 681 mm, cu 10,9 zile de precipitații în ianuarie și 8 zile în iulie. Pentru perioada 1991-2020, temperatura medie anuală observată la stația meteorologică Météo-France situată în comună, este de 12,1 °C, iar cumulul anual mediu de precipitații este de 694,3 mm.
Parametrii climatici ai comunei au fost estimați pentru mijlocul secolului (2041-2070) conform diferitelor scenarii de emisie de gaze cu efect de seră, bazate pe noile proiecții climatice de referință DRIAS-2020. Aceștia pot fi consultați pe un site dedicat publicat de Météo-France în noiembrie 2022.

## Urbanism

### Tipologie
La 1 ianuarie 2024, Roissy-en-France este clasificată drept târg rural, conform noii grile comunale de densitate cu șapte niveluri definită de INSEE (Institutul Național de Statistică și Studii Economice) în 2022. Face parte din unitatea urbană a Parisului, o aglomerație interdepartamentală care cuprinde 407 comune, dintre care Roissy-en-France este o comună suburbană. De asemenea, comuna face parte din zona metropolitană a Parisului, fiind o comună din polul principal. Această zonă cuprinde 1.929 de comune.

### Căi de comunicație și transport

#### Rețeaua rutieră

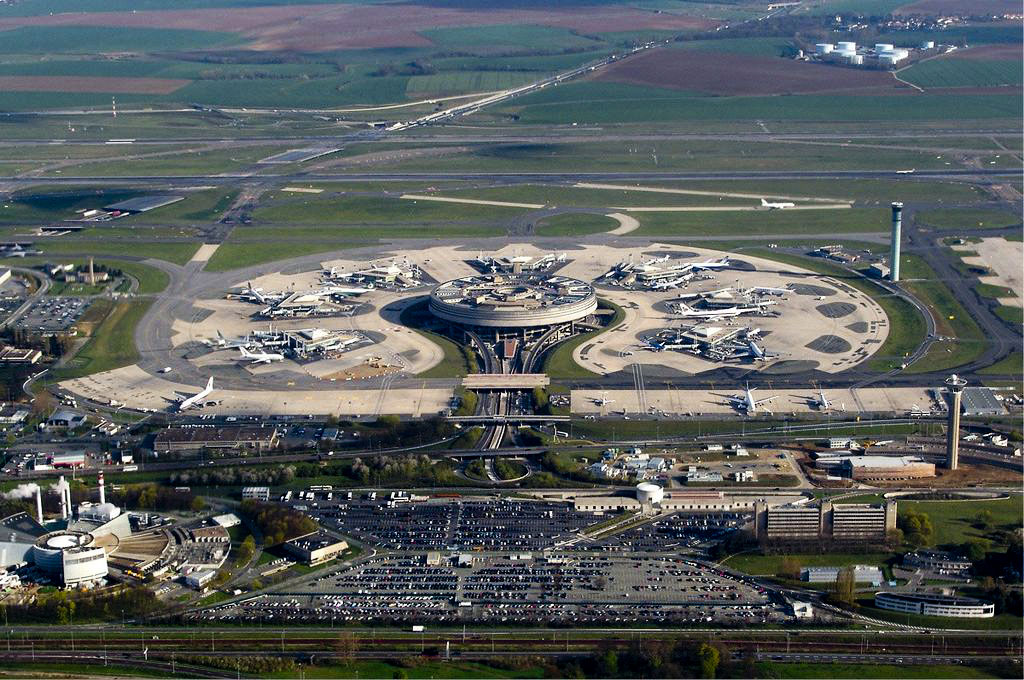
Roissy beneficiază de infrastructuri importante de comunicație: în prim-plan, linia de RER, în centru, terminalul 1 al aeroportului, iar în fundal, Autostrada Nordului, care traversează câmpia France.

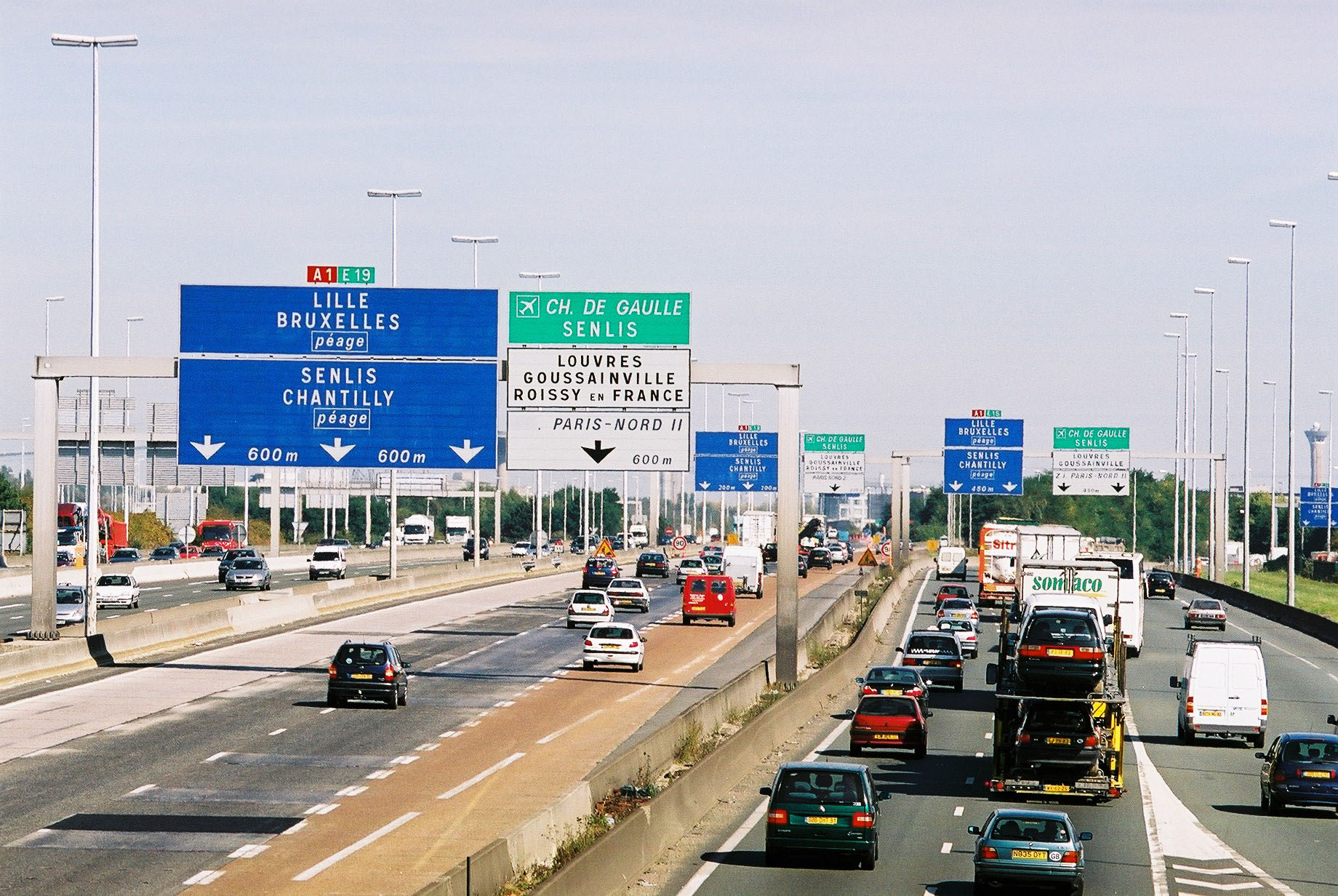
Autostrada A1 la Roissy-en-France.

Roissy se află în centrul unei rețele rutiere impresionante, a cărei dezvoltare este strâns legată de Aeroportul Internațional Paris–Charles de Gaulle. Satul original s-a dezvoltat de-a lungul drumului regal dintre Paris și Maubeuge, devenit ulterior drumul național 2. În anii 1970, întreruperea traseului cauzată de platforma aeroportuară aflată în construcție a impus deplasarea acestui ax principal cu cinci kilometri mai la sud și transformarea sa în drum expres până la Dammartin-en-Goële. Traseul vechi, declasificat și redenumit RD 902, are acum doar un rol de deservire locală.
Teritoriul comunei este traversat în centrul său de Autostrada Nordului și ocolit la nord de Francilienne. La vest, aceasta este tangentă la drumul național 17. În plus, numeroase drumuri au fost trasate pentru a asigura traficul de marfă sau cel specific aeroportului: la sud, satul este ocolit de D 902A, care leagă zona de activitate Paris-Nord II de RD 317; la nord, în apropierea satului, drumul Arpenteur deservește zona de întreținere; la est, numeroasele bretele de acces ale A1 duc la aeroport.
Comuna este ușor accesibilă pe cale rutieră, la 25 de kilometri de Paris, prin Autostrada Nordului (Paris, Porte de la Chapelle - Lille), care traversează teritoriul comunei, autostrada A3 (Paris, Porte de Bagnolet - Paris-Nord 2 - Aeroportul Internațional Paris–Charles de Gaulle), drumul național 17 situat la vest sau Francilienne, care ocolește satul și aeroportul pe la nord.

## Toponimie

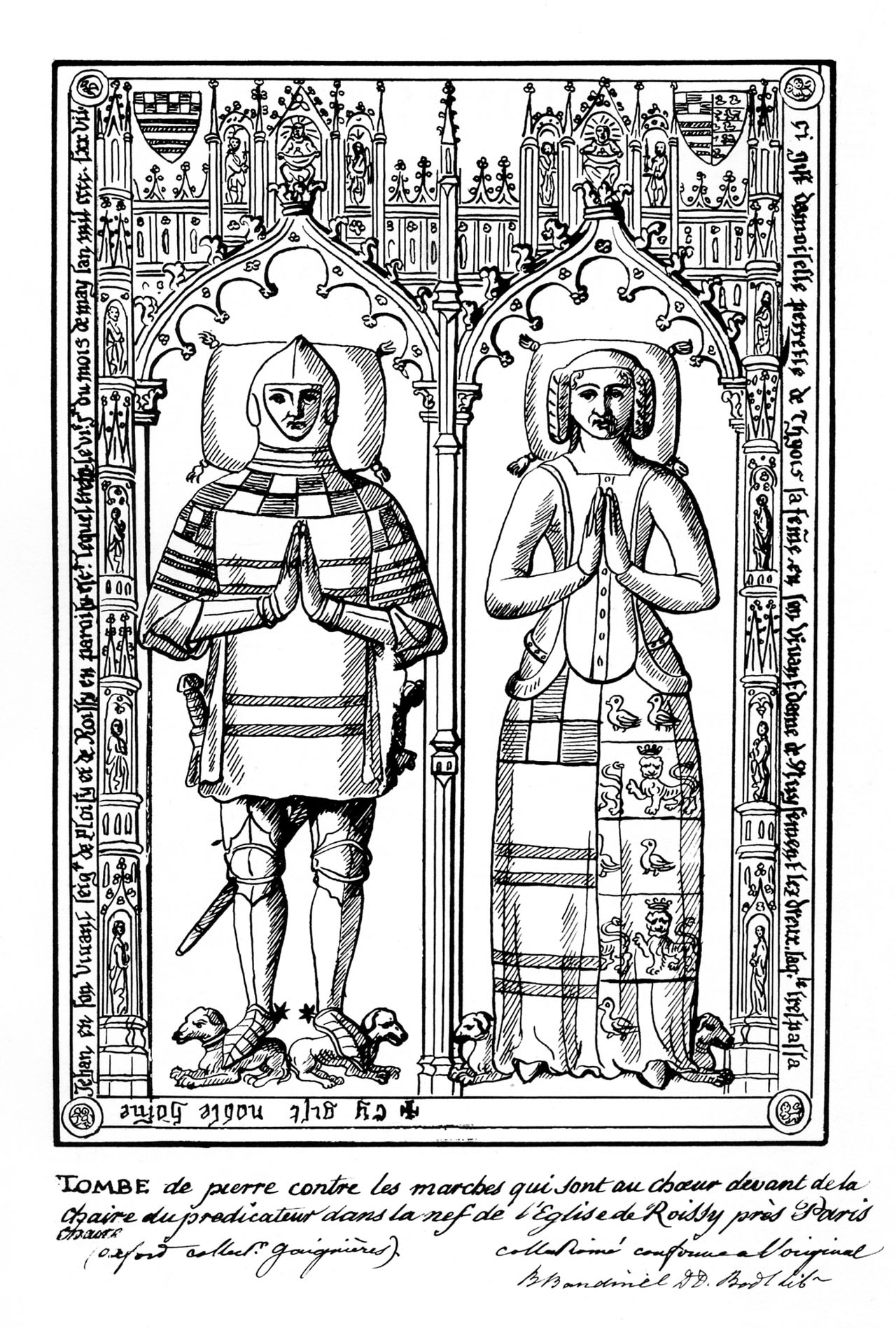
Mormântul lui Jehan Sauvage, senior de Ploisy și de Roissy, și al soției sale, în biserică.

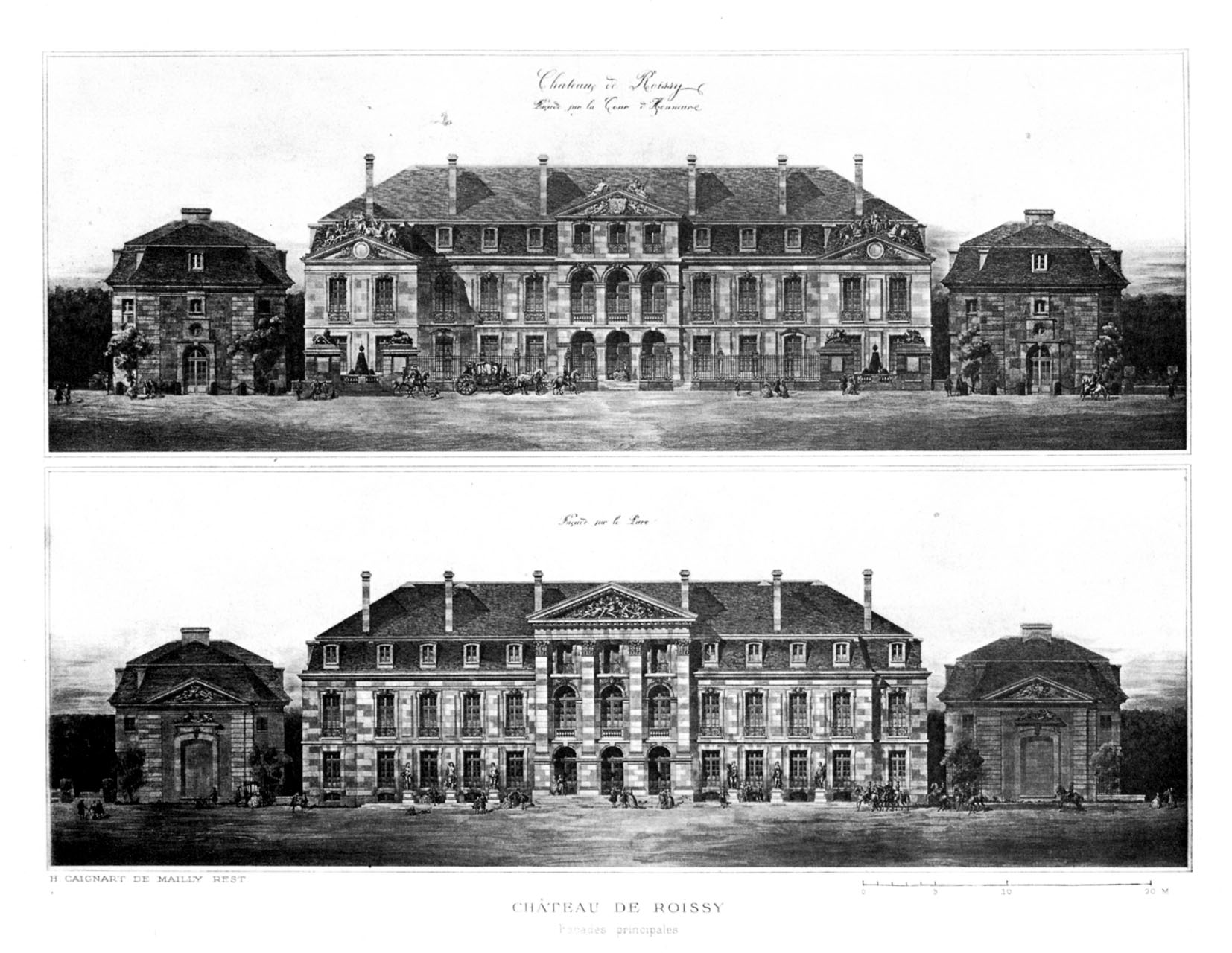
Castelul din Roissy în secolul al XVIII-lea.

Forme vechi: Royssi în 1196, Russiacum în 1122, Roissiacum, Rossiacum, Rusciacum, Rossiacum, provenind de la numele de persoană latin Roscius sau Rossius și sufixul -acum. Satul este atestat sub forma latinizată Rosiaco în secolul al XIII-lea. Homonimie cu Rochy-Condé, Rouessé-Fontaine, etc.
Toponimul actual datează din iulie 1903, pentru a face distincția față de Roissy (Seine-et-Marne). Cuvântul France din numele acestei comune se referă la Pays de France, o regiune naturală situată la nord de Paris, care constituia inima domeniului regal capetian.
Abia sub domnia lui Carol al VII-lea a apărut denumirea de Île-de-France, care reflecta încă limitarea acestei „Mici Franțe” (Petite France). Geograful Damien de Templeux scria în 1616 că aceasta includea orașele Saint-Denis, Bonneuil, Roissy, Gonesse, Chenevières, Belloy, Cercelles (Sarcelles), Cevran (Sevran), Jaigny, Thieux, Le Tillay, Mitry, Fontenay și alte sate.

## Istorie

### Originile
Regiunea Pays de France a fost locuită încă din paleoliticul timpuriu. Vânătorii-culegători au lăsat câteva urme, în principal biface și răzuitoare, descoperite în comunele vecine Gonesse sau Louvres. Culturile neolitice au ocupat acest sit, așa cum o demonstrează două topoare șlefuite, un topor cioplit, precum și câțiva perforatori sau răzuitoare, găsite pe teritoriul comunei în anii 1950.
Fragmente de ceramică galică, datate din secolul I î.Hr. până la începutul secolului al V-lea, au fost de asemenea descoperite, confirmând o locuire a zonei în timpul Antichității și probabil existența a cel puțin unei așezări antice. În întreaga regiune Pays de France au fost identificate peste douăzeci de exploatații agricole, trei mici aglomerații, trei locuri fortificate și un cimitir antic.
Istoria locului în timpul marilor invazii și al epocilor merovingiană și carolingiană rămâne obscură, doar câteva nume de localități vecine fiind menționate în scrieri rare. Abia în secolul al XII-lea începe să se contureze rețeaua actuală de sate din regiunea Pays de France. Satul este menționat pentru prima dată în 1174, într-un act legat de o donație făcută de Matthieu de Roissy, primul senior cunoscut, către abația Saint-Victor din Marsilia.
Începând cu începutul secolului al XV-lea, Roissy a devenit senioria lui Jean Jouvenel des Ursins, fiul lui Jacques Jouvenel des Ursins, fost primar al negustorilor din Paris, care a devenit arhiepiscop de Reims în 1449. Totuși, acesta a fost deposedat de seniorie de către englezi, înainte ca aceasta să revină, ceva mai târziu, lui Raoul Jouvenel des Ursins, canonic de Paris, care se declara în 1482 senior de Roissy. Acesta din urmă a reușit să obțină de la regele Ludovic al XI-lea dreptul de înaltă jurisdicție, care însă nu a fost aplicat efectiv decât în 1522, după numeroase dificultăți.
La începutul secolului al XV-lea este atestată prezența unui fost castel sau conac, flancat de turnuri rotunde. Acesta a fost demolat la sfârșitul secolului al XVII-lea. În 1537, feuda numită d'en haut, care includea castelul, parcul și cinci sute de arpente de pământ, a fost cumpărată de Jean-Jacques de Mesmes (1490-1569), Primul Președinte al Parlamentului din Normandia. În schimb, feuda d'en bas a fost achiziționată de Richard d'Elbègne, senior de l'Espire.
Jean-Jacques de Mesmes a obținut în 1541 permisiunea regelui Francisc I de a construi o moară de vânt, iar în 1544 dreptul de a organiza un târg pe 3 noiembrie și o piață în fiecare marți. Târgul a dispărut abia la mijlocul secolului al XIX-lea.
Strănepotul său, Claude de Mesmes, Conte d'Avaux (1595-1650), a fost cel mai ilustru membru al familiei. Consilier de stat, ambasador la Veneția, în Danemarca, Suedia și Polonia, el a fost unul dintre negociatorii Tratatului de la Westfalia în 1648.
Jean-Antoine de Mesmes (1662-1709) a construit un nou castel începând din 1704. Mult timp s-a crezut că acest castel era opera arhitectului suedez Nicodème Tessin. În 1687, aflat într-o călătorie de studiu în Europa, Tessin a fost primit de Ludovic al XIV-lea și a sperat că ar putea avea onoarea de a finaliza Luvrul. Totuși, regele, stabilit la Versailles, îl alesese deja pe Jules Hardouin-Mansart pentru noile sale proiecte. Fascinat de castelul de la Versailles, Tessin a impus noile planuri pentru castelul Steninge din Suedia.
În urma săpăturilor preventive realizate între 1998 și 2002, împreună cu cercetări noi în Arhivele Naționale și studiul desenelor arhitectului Le Rouge (1775), păstrate la biblioteca Arsenalului, s-a descoperit că proiectul lui Tessin nu a fost niciodată realizat. În schimb, castelul a fost atribuit unui alt arhitect renumit al epocii: Germain Boffrand, nepotul și elevul lui Hardouin-Mansart. Boffrand este arhitectul castelului de la Lunéville.
În 1715, o grădină fără apă și un mare parc erau menționate de Piganiol de la Force.
În 1719, domeniul a fost proprietatea finanțistului John Law, iar în 1725 a trecut în posesia lui Antoine Portail, primul președinte al Curții Parlamentului, a cărui fiică s-a căsătorit cu Victor-Pierre-François Riquet de Caraman, nepotul lui Pierre-Paul Riquet, realizatorul canalului Midi. Astfel, Victor-Pierre-François a devenit senior de Roissy în 1730.
Familia Riquet de Caraman a păstrat senioria până la Revoluția Franceză, când domeniul a fost vândut ca bun național.
În timpul recensământului realizat în alegerile Parisului din 1709, erau numărate 167 foyers (gospodării). La mijlocul secolului al XVIII-lea, Dicționarul universal al Franței (apărut în 1726) estima populația la 675 de locuitori.
Parcul castelului avea arbori de esență rară. Astăzi, nu mai rămân decât trei cedrii libanezi. Între autostradă și linia de cale ferată a RER B, doi cedri veghează încă la intrarea în aeroport. Al treilea se află pe locul fostei ferme de Langle, actualmente Parcul Cèdre.
Povestea spune că botanistul Bernard de Jussieu i-a adus în 1734 de la Kew Garden, grădina botanică din Londra. Doi dintre acești arbori au fost plantați la Jardin des Plantes din Paris (unul încă se află la baza colinei labirintului), iar ceilalți au fost oferiți lui Pierre François de Riquet, conte de Caraman, senior de Roissy.

### Revoluția și Imperiul

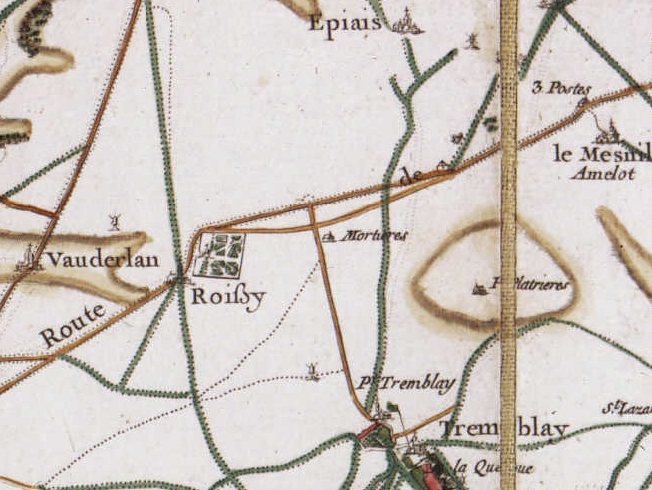
Roissy pe harta Cassini, în jurul anului 1780.

Roissy a fost ridicat la rangul de comună independentă în 1790. În același an, satul a pierdut particula „en-France”. Pe 31 ianuarie 1790, primul primar a fost ales la școala din sat; acesta a fost Maurice Gabriel Joseph de Riquet, viconte de Caraman, născut în 1765 la Roissy-en-France, fiul lui Victor-Maurice Riquet, conte de Caraman, ultimul senior al locului. Totuși, mandatul său a fost scurt: după ce a demisionat, a fost înlocuit de agricultorul Pierre Ducrocq, pe 20 iunie același an.
În 1792, contele de Caraman a emigrat. În septembrie, castelul a fost pus sub sechestru și a suferit mai multe furturi și acte de vandalism. În iarna dintre 1792 și 1793, deosebit de aspră, municipalitatea a decis să taie o parte dintre copacii din sat pentru a asigura încălzirea celor mai nevoiași.
În fiecare comună, Convenția a hotărât crearea unui comitet de supraveghere pentru a identifica suspecții și a-i dezarma. În sat, treisprezece persoane au fost declarate suspecte. La 1 octombrie 1793, municipalitatea a ordonat coborârea celor trei clopote din turnul bisericii. La 20 octombrie, a venit rândul obiectelor din argint, fier și cupru să fie rechiziționate „pentru a fi ulterior predate Convenției pe altarul Patriei”.
În timpul Terorii, satul a traversat una dintre cele mai tulburi perioade din istoria sa: rechiziții, furturi din ferme, taxe suplimentare și alte dificultăți. La 12 octombrie 1793, comuna a primit ordinul de a pregăti castelul pentru a găzdui un batalion de voluntari. Pe 27 nivôse, anul II (ianuarie 1794), un incendiu accidental a izbucnit, distrugând corpul central al edificiului.
În 1814, înfrângerea armatelor imperiale a provocat panică în sat: se vorbea despre sosirea iminentă a prusacilor și cazacilor. Pe 23 martie, armatele ruse și prusace au ajuns în zonă și au devastat întreaga regiune. Jafurile și relele tratamente aplicate locuitorilor au fost numeroase.

### De la Restaurare până în secolul XX
În 1817, agricultorii din sat au contribuit pentru a achiziționa o pompă de incendiu și un spațiu dedicat acesteia, marcând astfel existența primului corp de pompieri în Roissy. Noul primar ales în 1819, Poiret, ginerele fostului primar Ducrocq, a reușit să restituie comunei, printr-un raport detaliat, o secțiune de cadastru de șaizeci și șase de hectare numită „Canton retranché”, care fusese atribuită pe nedrept comunei vecine Tremblay. Această restituire a fost oficializată printr-un ordin regal la 13 martie 1822.
Tot în 1822, municipalitatea a plantat 310 ulmi pentru a înlocui copacii tăiați în timpul asprei ierni din 1794.
În 1820, o fabrică de zahăr a fost instalată în aripa dreaptă rămasă a castelului, fosta orangerie, care a fost în cele din urmă demolată în 1835. Aripa stângă, fostele grajduri ale castelului, a fost transformată în locuință și a servit ca spațiu de locuit până în 1930.
În 1832, epidemia de holeră care afecta Parisul s-a extins rapid și a ajuns la Roissy: între 21 iulie și 12 septembrie, 52 de persoane din sat au murit.
În 1836, a fost construit un nou sediu pentru primărie, care includea școlile și locuințele pentru învățători. În 1852, copiii din sat au fost înscriși pentru a primi educație primară gratuită: 81 de băieți și 12 fete au beneficiat de aceasta. În același an, vechiul cimitir parohial din jurul bisericii a fost dezafectat și înlocuit cu actualul cimitir.

### Din 1870 până în 1914
Războiul din 1870 a marcat profund comuna. Pe 8 septembrie, soldații francezi, în retragere, au incendiat fermele la ordinul guvernatorului Parisului, pentru ca recoltele să nu ajungă în mâinile prusacilor. Fermele Boisseau și Tetard au fost parțial distruse, dar populația a reușit să oprească propagarea incendiilor, în ciuda interdicțiilor militare. La apropierea trupelor inamice, majoritatea locuitorilor din Roissy au fugit din sat, luând cu ei tot ce era posibil pe căruțe.
Pe 18 septembrie, zece mii de soldați prusaci, însoțiți de o mie de cai, au campat în sat și în împrejurimi. Jumătate dintre trupe au plecat a doua zi, dar cealaltă jumătate a rămas până pe 3 martie 1871. În timpul ocupației, satul a fost jefuit de cavaleria prusacă; pentru a se încălzi în iarna aspră din 1870-1871, soldații au smuls ușile caselor și au ars mobilierul. Primăria a fost, de asemenea, incendiată, iar arhivele au fost distruse. Potrivit unui raport al primarului, domnul Cabuzet, pagubele s-au ridicat la 1 793 421 de franci.
În 1890, municipalitatea a cumpărat fosta casă parohială și a instalat acolo pompa de incendiu.
La sfârșitul secolului al XIX-lea, populația rămânea în mare parte agricolă, doar câteva zeci de locuitori lucrând în comerț. În 1896, suprafața agricolă a comunei era împărțită astfel: 8,1 km² de culturi alimentare, 2,75 km² de pajiști artificiale, 2,10 km² de culturi industriale, 0,33 km² de pârloagă, 0,22 km² de grădini, 50.000 m² de păduri, 10.000 m² de pajiști naturale și pășuni și 10.000 m² de terenuri necultivate. 52 de hectare din suprafața comunei erau ocupate de drumuri, căi de acces și construcții. Patruzeci și cinci de fermieri exploatau aceste terenuri într-un mod foarte inegal, douăzeci și doi dintre ei cultivând mai puțin de 10.000 m², nouă între 10.000 și 50.000 m² și paisprezece între 50.000 și 3 km². Grâul ocupa 4,50 km², urmat de ovăz pe 2,90 km², sfeclă de zahăr pe 1,70 km² și lucernă pe 1,26 km², restul fiind împărțit între trifoi, cartofi, secară și sparcetă. Animalele domestice erau numeroase: se înregistrau nu mai puțin de 180 de cai, 120 de boi și 1.200 de oi, număr care se dubla în timpul verii. În gospodării, se numărau nu mai puțin de 3.000 de iepuri, 1.800 de porumbei, 2.000 de găini, 275 de rațe și 50 de gâște.
Condițiile de muncă în ferme erau foarte grele, iar doar duminica era zi liberă. Femeile și copiii lucrau, de asemenea, pe câmpuri. Ziua de lucru obișnuită era de zece ore, însă zile de doisprezece sau chiar paisprezece ore în mijlocul verii erau frecvente. Trei reguli predominante determinau această durată: sezonul, vremea și urgența.
În 1902, locuitorii satului au trimis o petiție către Compania Căilor Ferate din Nord, referitoare la proiectul liniei Aulnay-Verberie și Rivecourt (Oise): linia, așa cum fusese trasată, nu avea nicio utilitate pentru sat, trecând la marginea teritoriilor Roissy și Tremblay. Petiția nu a avut niciun efect, iar lucrările au început în 1912, dar Primul Război Mondial le-a întrerupt și nu au mai fost reluate. Comuna a fost racordată la rețeaua de gaz de oraș în 1910, ceea ce a permis iluminarea străzilor cu gaz. În 1911, municipalitatea s-a confruntat cu greva muncitorilor agricoli: a apelat la jandarmerie. În 1910 și 1911, distileria domnului Carbonnaux a fost construită: forța de muncă, exclusiv belgiană, transforma sfecla de zahăr în alcool cu o concentrație de peste 90°. Începând cu 1914, producția a fost destinată fabricii naționale de praf de pușcă din Sevran-Livry.

### Primul Război Mondial

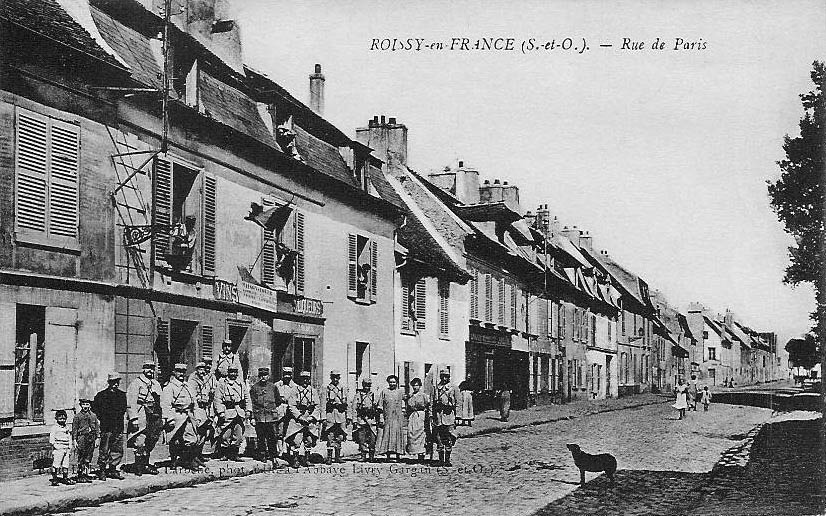
Strada Paris în timpul războiului din 1914-1918.

Încă din august 1914, au fost create observatoare, iar un post de apărare antiaeriană a fost instalat pe drumul spre Louvres. În septembrie, Ulanii au fost semnalați la Senlis, ceea ce a provocat panică; primarul a primit ordinul de a evacua populația. Un convoi de o sută zece persoane a părăsit astfel satul joi, 3 septembrie, lăsându-l în grija a nouă persoane care au ales să rămână, printre care și preotul, părintele Fréauville. Locuitorii care găsiseră refugiu la Monnerville, la sud de Seine-et-Oise, s-au întors treptat începând cu 12 septembrie și au găsit un peisaj dezastruos: casele fuseseră jefuite, împrejurimile devastate, copacii tăiați, iar drumurile erau pline de resturi.
Satul a fost ocupat de trupele regimentelor de infanterie 143 și 144. Biserica, plină de paie, urma să fie transformată în spital de campanie. În octombrie, generalul Gallieni și-a stabilit postul de comandament în proprietatea doamnei Gonnet. În anii 1915 și 1916, șaptezeci de locuitori din Roissy au fost mobilizați.
În urma ofensivei germane din primăvara anului 1918, pe un teren agricol situat la nord de sat, la marginea drumului național nr. 2, a fost construit primul aerodrom. Prima escadrilă de luptă s-a instalat acolo, susținând activ armata generalului Mangin, al cărei succes pe frontul de la Villers-Cotterêts avea să marcheze începutul contraofensivei. Aerodromul a dispărut odată cu ofensiva franco-americană din iulie-august 1918. Un detașament a fost adăpostit apoi în apropiere, în niște hangare.

### Din 1918 până în 1964

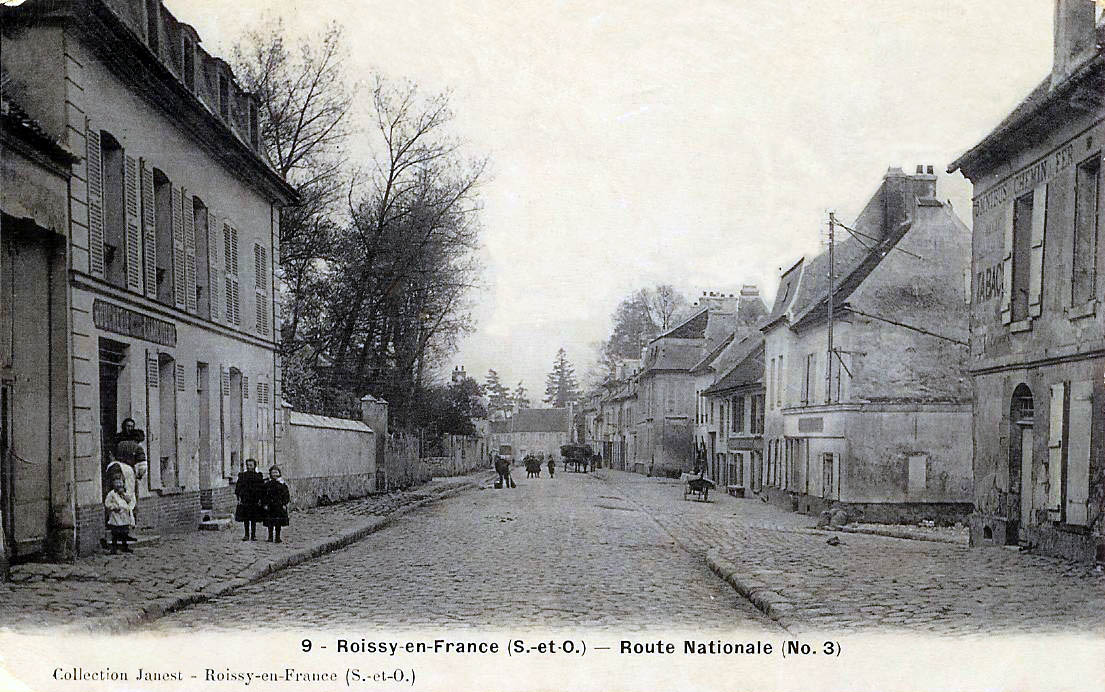
Drumul național.

Încă din anii 1920, comunele vecine Arnouville, Goussainville și, într-o măsură mai mică, Louvres, deservite de linia feroviară Paris-Lille, au cunoscut o expansiune demografică spectaculoasă odată cu crearea numeroaselor lotizări în suburbii. Roissy, rămasă în afara rețelei feroviare și a industrializării, a continuat să fie un sat agricol și s-a sărăcit treptat. Numărul magazinelor a scăzut de la optzeci și patru în 1896 la doar optsprezece în 1964. Același fenomen s-a produs în multe alte sate din zona Pays de France care nu erau deservite de o linie feroviară.
După Primul Război Mondial, agricultura franceză suferă de o lipsă acută de forță de muncă. Roissy-en-France, un sat agricol, nu face excepție de la regulă. Începând cu anul 1922 și aproape timp de zece ani, muncitori polonezi s-au stabilit în sat pentru a acoperi acest deficit.
Monumentul dedicat eroilor căzuți a fost inaugurat pe 20 august 1920. Începând cu anul 1935, au fost instalate rețelele de canalizare. În 1936, municipalitatea provenită din Frontul Popular a oferit sprijin familiilor greviștilor, spre deosebire de situația din 1911.
În iunie 1940, locuitorii din Roissy au îndurat un nou exod. După opt zile de drum, cei care au mers cel mai departe nu au depășit Montargis. Ajunși din urmă sau chiar depășiți de convoaiele armatei germane, care se deplasau mai repede decât ei, au luat decizia înțeleaptă de a se întoarce în sat.
Între 1940 și 1944, Roissy a trăit sub ocupația germană, asemenea întregii Franțe ocupate. Satul a fost eliberat miercuri, 30 august 1944, de trupele americane. Mai multe scrieri, documente fotografice și mărturii ale locuitorilor din Roissy relatează eliberarea localității de către armata americană, precum și zilele care au precedat acest eveniment istoric.

### Aeroportul și transformarea satului
La sfârșitul anilor 1950, responsabilii Aéroports de Paris anticipau, pe bună dreptate, o expansiune considerabilă a traficului aerian și saturarea rapidă a platformelor de la Le Bourget și Orly. Guvernul de atunci prevedea, de asemenea, că aglomerația pariziană va atinge cincisprezece milioane de locuitori până în anul 2000, având în vedere ratele de creștere demografică de la acea vreme. Construirea unui nou aeroport devenea o necesitate.
Această infrastructură trebuia amplasată suficient de departe de Paris și de comunele urbane, având în vedere poluarea sonoră generată, mai ales în contextul viziunii anilor 1960, care anticipa un trafic supersonic semnificativ. Totuși, aeroportul trebuia să rămână destul de accesibil, pentru a limita lungimea rețelelor rutiere și feroviare de legătură. În plus, amplasarea trebuia să fie într-o zonă unde costurile exproprierilor erau compatibile cu bugetul alocat.
În 1964, Roissy era un sat din regiunea Pays de France, cu o populație de 1.300 de locuitori, dintre care 95% din terenuri erau încă agricole. Cu toate acestea, de la Al Doilea Război Mondial, satul rămăsese sărac, iar consiliul municipal se confrunta cu dificultăți financiare serioase. De exemplu, în acel an, cheltuielile s-au ridicat la 197.974 de franci, în timp ce veniturile fiscale nu depășeau 95.954 de franci. Anul 1964 a marcat, de asemenea, generalizarea iluminatului public electric, datorită unui contract cu societatea Philips.
Anii 1960 au fost trăiți de locuitorii din Roissy ca un adevărat coșmar. Satul se depopula, iar agricultura sa se adapta cu greu la noile cerințe. Timp de mai mulți ani, locuitorii au trăit într-o incertitudine totală. Foarte puține persoane își imaginau că viitoarea construcție a aeroportului avea să devină o revoluție economică extraordinară, atât la nivel local, cât și regional.
Printr-un decret din 13 ianuarie 1964, guvernul a decis construirea unui nou aeroport. Acesta urma să fie amenajat pe terenurile agricole din regiunea Pays de France, la 25 de kilometri nord-est de capitală. Între 10 iulie și 10 august același an, a avut loc ancheta privind utilitatea publică. Comisia de anchetă a emis un aviz favorabil pe 30 octombrie. Aeroportul urma să ocupe o suprafață de 2.915 hectare, preluată de pe teritoriul a șapte comune.
Municipalitatea de atunci a încercat în zadar să se opună construirii acestui aeroport, care, încă de la începutul lucrărilor, aducea numeroase neplăceri: sosirea utilajelor de construcție și degradările semnificative provocate străzilor din sat (camioane, noroi, distrugerea canalizărilor etc.). La rândul lor, agricultorii au protestat inițial, dar, înțelegând rapid că edificarea aeroportului era inevitabilă, au negociat cele mai bune despăgubiri financiare posibile pentru a se reconverti local sau pentru a achiziționa alte terenuri agricole în altă parte.
În paralel, o polemică intensă s-a dezvoltat în noul departament Val-d'Oise, opunând taberele „anti-aeroport” și „pro-aeroport”. Unii deplângeau neplăcerile cauzate, în timp ce ceilalți susțineau că proiectul aduce „dezvoltare economică și progres”. Între 1969, anul ultimelor exproprieri, și 1972, zvonurile despre proiect și lipsa de claritate a informațiilor au amplificat contestarea la nivel local și departamental. Amploarea fenomenului a determinat guvernul să încerce să stopeze polemica, stabilind în mod clar, în martie 1972, trei zone de influență:
- Zona A (cinci comune și zece mii de locuitori): orice construcție interzisă;
- Zona B (șaizeci de mii de locuitori): construcțiile permise doar pentru clădiri utilitare;
- Zona C (o sută optzeci de mii de locuitori): extinderea aglomerațiilor limitată la maximum.

Însă, departe de a calma tensiunile, contestarea a crescut și a devenit un subiect de interes național, presa divizându-se între susținătorii și opozanții proiectului, adesea în funcție de orientarea lor politică. Cel mai mare reproș adus statului a fost lipsa de transparență și absența informațiilor clare. Astfel, la începutul anilor 1970, administrația impunea constrângeri arhitecturale stricte, sub pretextul protejării zonei, și permitea vânzarea terenurilor construibile, doar pentru a refuza ulterior eliberarea autorizațiilor de construire, deși construcția aeroportului fusese planificată cu cel puțin un deceniu înainte.

### Din anii 1970 până astăzi

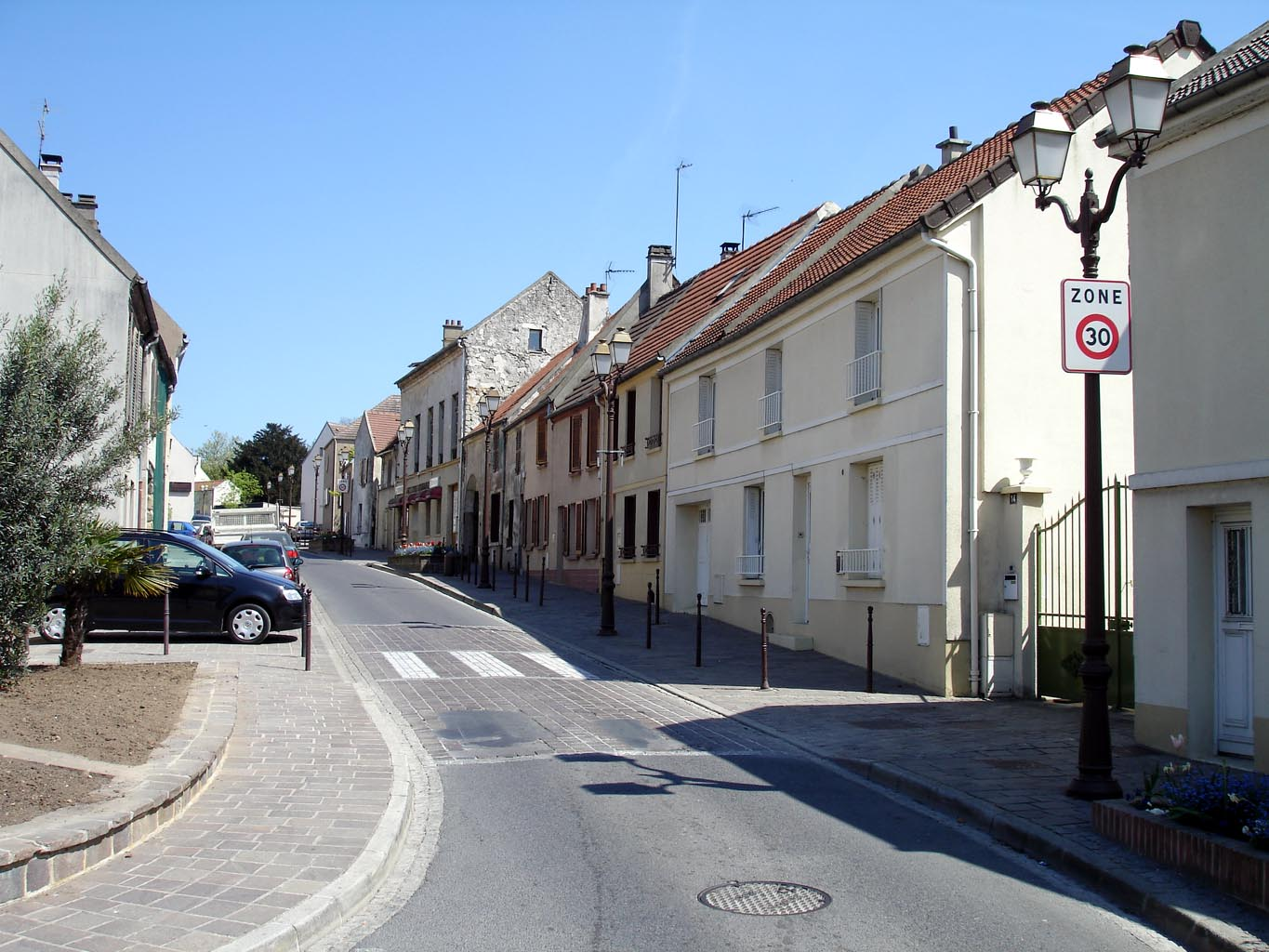
Avenue Charles-de-Gaulle, strada principală a satului.

Pe 13 martie 1974, după ani de lucrări, comuna a asistat la inaugurarea și punerea în funcțiune a Aeroportului Charles de Gaulle – acesta fiind numele său oficial – cel mai mare din Europa ca suprafață. Construirea sa la începutul anilor 1970 a transformat profund aspectul și economia satului, mai mult de jumătate din suprafața acestuia fiind acum ocupată de instalațiile aeroportuare.
Perspectiva poluării fonice a dus la oprirea oricărei construcții de locuințe noi, ceea ce amenința existența însăși a satului pe termen mediu, deoarece familiile tinere erau nevoite să părăsească localitatea pentru a-și găsi o locuință. În același timp, proprietarii din sat nu își mai întrețineau întotdeauna bunurile, având în vedere posibilitatea dispariției totale a localității.
Roissy se confruntă cu propriul destin: nu mai este un sat agricol, ci un sat aflat în căutarea unei noi identități, care a acumulat o întârziere de zece ani în privința investițiilor. Incertitudinile legate de viitorul său descurajează multe inițiative. Mediul înconjurător al satului este complet transformat.
Spre surprinderea lor, locuitorii satului au realizat rapid că este posibilă o viață alături de acest nou vecin. Mulți dintre ei așteptau acele zile cu emoție. Totuși, pentru o parte, noile condiții de viață mai zgomotoase erau echivalente cu un viitor mutat definitiv. Odată făcută această constatare optimistă, era necesar să se readucă speranța și să se stimuleze din nou dinamismul populației.
În acel an, nimeni nu își imagina încă faptul că numele acestui sat va fi rostit de oameni de toate naționalitățile, de pe toate continentele, cu destinația: Roissy Charles de Gaulle. În 1976, la un an și jumătate după inaugurarea aeroportului, primul hotel își deschide porțile la numărul 1 pe noua alee du Verger. Se naște o nouă eră economică. Noi oportunități se conturează, dar vin și cu numeroase dificultăți de depășit.
Această constatare a determinat noua administrație municipală, aleasă în 1977, să ia mai multe măsuri pentru a stopa declinul satului: s-a decis un program imobiliar de construire a o sută de locuințe chiar în centrul localității, ceea ce a permis crearea unei structuri urbane mai coerente. Locuințele insalubre au fost treptat eliminate, iar persoanele care le ocupau, de multe ori în vârstă, au fost mutate în mici locuințe sociale. De asemenea, a fost creat un centru pentru vârstnici în noul parc comunal amenajat.
Aceste construcții au impus o revizuire completă a alimentării cu apă potabilă a satului: în 1978 s-a realizat un nou foraj, pus în funcțiune anul următor, care a făcut inutil castelul de apă construit în 1901, acesta fiind ulterior demolat.
Problemele de canalizare a apelor uzate au devenit și ele acute: construcția aeroportului și a numeroaselor clădiri făceau imposibilă absorbția de către terenurile agricole a surplusurilor de precipitații. În iulie 1977, o furtună a provocat o inundație semnificativă în partea satului, forțând comunitatea să găsească rapid soluții. Rețelele de canalizare au fost dublate, iar un bazin de retenție conectat la râul Croult a fost pus în construcție.
În 1979, un prefect, Gilbert Carrère, a oferit discret sprijin pentru salvarea satului, amenințat de dispariția provocată de expansiunea aeroportului. Acest înalt funcționar a fost unul dintre puținii, la acea vreme, care s-au interesat de viitorul satului. Tot în acel an, a fost creat complexul sportiv Les Tournelles, iar terenuri de tenis au fost amenajate în apropierea piscinei. În plus, echipa municipală a încurajat reabilitarea clădirilor vechi, preluând cererile de subvenții publice pentru a încuraja proprietarii să renoveze satul, păstrându-i totodată caracterul.
Ca semn de renaștere, primul permis de construire de după 1964 a fost eliberat în 1979. În 1988, întregul sat s-a mobilizat pentru a-și apăra caracterul rural împotriva presiunilor semnificative ale dezvoltărilor imobiliare. În 1995, anunțul guvernului privind construcția a două noi piste a declanșat mai multe manifestații din partea locuitorilor satului și ai zonelor învecinate, împotriva poluării fonice. În cele din urmă, pistele aeroportului au fost mutate spre est. În octombrie 1996, centrul cultural Orangerie a fost inaugurat.
În 2007, proiectul construirii unui vast centru comercial, situat la sud de platforma aeroportuară, în zona de cargo, a divizat și a stârnit polemici între locuitori și aleșii locali. Denumit „Aéroville”, acest centru comercial uriaș, cu o suprafață de aproape cinci hectare (49.986 m²), proiectat de arhitectul Christian de Portzamparc, urma să fie construit în 2008 și deschis în 2013. Cu un cost estimat la 270 de milioane de euro, centrul trebuia să găzduiască un hipermarket Auchan „de nou concept”, magazine de lux, dar și servicii non-comerciale, precum o agenție poștală, o creșă sau o sală de sport, alături de o parcare cu 4.700 de locuri.
Ansamblul urma să fie ascuns sub un acoperiș „ondulat, ca o mantie”, conform arhitectului, și încadrat de o grădină amenajată și o zonă verde. Potrivit dezvoltatorului proiectului, compania Unibail, centrul a fost conceput pentru a atrage turiști în magazinele de lux și pentru a răspunde nevoilor angajaților platformei, care se confruntă cu un deficit comercial și de servicii.
Cu toate acestea, având în vedere saturarea actuală a căilor de acces rutiere către aeroport, s-a atras atenția asupra riscului unei creșteri exponențiale a problemelor de trafic. În plus, micii comercianți au criticat proiectul, considerând că acesta „va transforma centrele orașelor din jur în ghetouri”, comerțul local fiind incapabil să facă față unei astfel de concurențe. Acest lucru este accentuat de suprasaturarea zonei cu mari centre comerciale, în special la nord de Seine-Saint-Denis (Parinor, Paris-Nord II la sud, centrul comercial din Claye-Souilly la est).

## Populația și societatea

### Date demografice
Evoluția numărului de locuitori este cunoscută prin recensămintele populației efectuate în comuna respectivă începând din 1793. Pentru comunele cu mai puțin de 10 000 de locuitori, un recensământ al întregii populații este realizat la fiecare cinci ani, populațiile legale pentru anii intermediari fiind estimate prin interpolare sau extrapolare.
În 2021, comuna număra 2738 locuitori, în scădere cu −4,83 % față de 2015 (Val-d'Oise: +3,39%, Franța fără Mayotte: +1,84%).
| An        | 1793 | 1821 | 1841 | 1856 | 1876 | 1886 | 1901 | 1921 | 1936 | 1962 | 1982 | 2006 | 2014 | 2021 |
| --------- | ---- | ---- | ---- | ---- | ---- | ---- | ---- | ---- | ---- | ---- | ---- | ---- | ---- | ---- |
| Populație | 1200 | 976  | 965  | 867  | 850  | 906  | 894  | 903  | 1092 | 1243 | 1401 | 2564 | 2854 | 2738 |

## Cultură locală și patrimoniu

### Locuri și monumente

#### Monumente istorice
- Biserica Saint-Éloi, situată pe avenue Charles-de-Gaulle (clasificată monument istoric prin decret din 13 octombrie 1942[73]):

Acest edificiu din secolul al XVI-lea este dedicat episcopului de Noyon și consilier al regelui Dagobert I, Saint Éloi, decedat în 659. Construită în jurul anului 1560, biserica a fost comandată de Jean Jacques de Mesmes, seniorul satului. Un adevărat giuvaer al renașterii, se presupune că biserica este opera lui Nicolas de Saint Michel. Ea înlocuiește un edificiu anterior, probabil din secolul al XII-lea, care, la rândul său, fusese ridicat pe locul unui sanctuar merovingian sau carolingian, atestat de descoperirea fundațiilor unei construcții ce pare să fi fost doar o capelă a castelului seniorial.
Nava este flancată de colaterale și se termină cu un cor renascentist în formă de semicerc, luminat de trei ferestre mari, toate construite la sfârșitul secolului al XVI-lea, după cum atestă inscripția „1574” de pe un stâlp exterior. Decorația interioară „à l'Antique” este de o eleganță deosebită. Deasupra porții de intrare se ridică un turn pătrat, sprijinit pe colțuri de contraforturi.
În 1982, vitraliile bisericii au fost restaurate, iar în martie 1989, biserica a fost dotată cu o orgă, achiziționată de municipalitate. Edificiul adăpostește un mobilier interesant, format din statui vechi și lespezi funerare din secolele al XVI-lea și al XVII-lea.
- Vestigii ale castelului Caramans, situate în parcul Primăriei, allée du Verger (clasificate monument istoric prin decret din 21 octombrie 1925[77]):

Din castelul în stil clasic, distrus în 1794 în contextul Revoluției Franceze, mai rămân doar peretele estic și poarta sudică a Orangeriei, situate în mijlocul fațadei sudice, ale cărei ziduri se păstrează doar până la jumătatea înălțimii. Odinioară acoperite cu tencuială, zidurile din piatră brută, neregulată, sunt acum vizibile. Vestigiile pilaștrilor din piatră fasonată, care ritmau fațada, pot fi încă observate.
Poarta are un arc în plin cintru, sprijinit pe scurte bande late, și este decorată simplu cu o mulură plată dublată. Peretele-pignon estic al Orangeriei este precedat de un corp în relief ușor proeminent, flancat de false ancadramente în bosaj, care ocupă aproape întreaga lățime a fațadei. Același model de bosaj se regăsește la extremitățile fațadei, de-o parte și de alta a corpului central. Acesta din urmă este surmontat de un fronton triunghiular, al cărui timpan prezintă un basorelief ce înfățișează figuri feminine în jurul unei vaze cu flori și fructe. Sub acesta, o cornișă deasupra antablamentului ferestrei unice susține un alt basorelief, reprezentând doi heruvimi simetrici ținând ciorchini de struguri în jurul unei scoici centrale. Cheia arcului ușor curbat este ornamentată cu o gheară, iar frunze de viță-de-vie sunt vizibile pe laterale.
Acest decor sculptural, datând din perioada 1703-1709, este atribuit lui René Chauveau (1663-1722), în timp ce planurile castelului sunt probabil opera unui discipol al lui Jules Hardouin-Mansart. Merită menționat și un basorelief care odinioară decora pignonul vestic și care astăzi este păstrat într-o proprietate privată de pe rue de Paris. Acesta reprezintă o stemă atribuită eronat lui Claude de Mesmes, fost ambasador al Franței sub Ludovic al XIV-lea. Blazonul este următorul: „De aur, cu un semilună crescătoare de negru”.

#### Alte elemente de patrimoniu
- Aeroportul Paris-Charles-de-Gaulle:

Cu o suprafață totală de 3.500 de hectare, dintre care 800 pe teritoriul comunei Roissy-en-France, aeroportul este construit, de fapt, pe teritoriul a șase comune. Inițial prevăzut pentru a primi treizeci și cinci de milioane de pasageri pe an pe termen mediu (o prognoză mult depășită, ajungând la peste cincizeci și cinci de milioane de pasageri în 2006), lucrările au început în 1965. Prima aerogară a fost inaugurată în 1974, iar cea de-a doua în 1982.
Arhitectul Paul Andreu a proiectat cele două principale aerogări, precum și gările RER și TGV. Aeroportul dispune în prezent de patru piste: două pentru decolare și două pentru aterizare. Este deservit de calea ferată din 1976 și de linia B a RER din 1979. Ultimul care a ajuns a fost TGV-ul, în 1994.
Pentru a îmbunătăți transportul intern, în aprilie 2007 a fost pus în funcțiune un sistem de metrou automat de tip VAL, numit CDGVAL.
- Primăria, situată la numărul 40, avenue du Général-de-Gaulle:

Deși reflectă un stil arhitectural frecvent utilizat pentru edificiile publice din regiune în anii 1930, clădirea este, de fapt, o fostă casă particulară, construită în 1933 după planurile arhitectului Georges Regin. Acoperișul este compus din două șarpante suprapuse, fiecare cu două caturi.
Fațadele din beton sunt decorate cu un placaj de pietre neregulate, care acoperă porțiunea de la mijlocul parterului până la mijlocul etajului, fiind încadrate de cărămizi roșii în partea superioară și inferioară. O altă parte a fațadelor este acoperită simplu cu tencuială și vopsită în alb, rezultând o combinație de trei materiale diferite.
Pe fațada vestică, traveea centrală este surmontată de un pignon, iar ferestrele mari în arc în plin cintru aduc lumină încăperilor de la parter. Balconul de deasupra intrării datează din 1981, anul în care clădirea a fost transformată în primărie.
- Fântână, situată pe avenue Charles-de-Gaulle, în apropierea bisericii:

Amenajată în 1987, fântâna este integrată într-un zid din piatră brută, cu o lungime de aproximativ cincisprezece metri. Ea reprezintă un recipient pentru apă și scoici, simbolizând pelerinii de pe drumul spre Santiago de Compostela. Cu toate acestea, satul Roissy-en-France nu figurează pe niciun traseu cunoscut al acestui pelerinaj.
- Amintirile Concorde-ului:

În imediata apropiere a Orangeriei este expus trenul de aterizare al unui avion Concorde, oferit comunei de către compania aeriană Air France în 2004, cu ocazia retragerii din activitate a avionului supersonic. „Acest monument va fi martor al dragostei locuitorilor din Roissy pentru aviație, dar și al dragostei angajaților Air France pentru baza lor, Roissy,” a declarat Pierre-Henri Gourgeon, director general executiv al Air France, în ziua inaugurării monumentului, pe 24 mai 2005.
De asemenea, un bloc de servocomandă al aparatului este expus în primărie.
- Sculpturi contemporane

În 1997, au fost amplasate mai multe sculpturi contemporane în diferite locații din sat, inclusiv în fața anexei primăriei și în apropierea centrului cultural. Printre acestea se numără:
* „Métalithe”, o sculptură hibridă între pasăre și avion, profund inspirată de Concorde, realizată de Alex Labejof, artist originar din Roissy;
* „Connection”, o sculptură din piatră și granit, cu o greutate de aproximativ o tonă, creată prin colaborarea a zece artiști din întreaga lume, sub coordonarea sculptorului Gilles Brun;
* „Le Temps” („Timpul”), o „lucrare colectivă” expusă în fața anexei primăriei, realizată cu participarea copiilor de la centrul de agrement pentru preșcolari;
* „L'Aumône” („Milostenia”), expusă în primărie, o altă operă semnată de Alex Labejof.
Biroul de Turism „Roissy Clé de France” oferă publicului un traseu pietonal pentru vizitare liberă, însoțit de un ghid audio disponibil în trei limbi (franceză, engleză și spaniolă), care poate fi descărcat și de pe site-ul oficial al organizației. Cele optsprezece stații ale traseului atrag atenția vizitatorilor asupra istoriei satului și a particularităților acestuia. Parcurgerea întregului traseu durează aproximativ o oră.

## Înfrățiri
- Germania – Hamm - din 1981.

La 15 noiembrie 1979, a fost creat un comitet de înfrățire, care a optat în martie 1980 pentru orașul Hamm din Renania-Palatinat. Înfrățirea a fost marcată de festivități grandioase, cu o participare exemplară a populației. Pentru a promova prietenia dintre cele două orașe, primele timbre filatelice ale satului au fost realizate în 1984 și 1991, iar în 1992 a fost emis un ștampilat aniversar pentru a marca cea de-a zecea aniversare a înfrățirii.